# Трубетчино (Самарская область)
Трубетчино — село в Сызранском районе Самарской области России. Входит в состав сельского поселения Жемковка.

## География
Село находится в западной части Самарской области, в пределах Приволжской возвышенности, в лесостепной зоне, на берегах реки Крымзы, на расстоянии примерно 14 километров (по прямой) к северо-западу от города Сызрани, административного центра района. Абсолютная высота — 157 метров над уровнем моря.
Климат
Климат характеризуется как умеренно континентальный. Среднегодовая температура — 4,7 °C. Средняя температура воздуха самого тёплого месяца (июля) — 20,8 °C (абсолютный максимум — 39 °C); самого холодного (января) — −11,7 °C (абсолютный минимум — −44 °C). Среднегодовое количество атмосферных осадков составляет 470 мм, из которых около 305 мм выпадает в период с апреля по октябрь. Снежный покров образуется в третьей декаде ноября и держится в течение 138 дней.
Часовой пояс
Село Трубетчино, как и вся Самарская область, находится в часовой зоне МСК+1. Смещение применяемого времени относительно UTC составляет +4:00.

## Население
| 2010 |
| ---- |
| 290  |

Половой состав
По данным Всероссийской переписи населения 2010 года в гендерной структуре населения мужчины составляли 46,9 %, женщины — соответственно 53,1 %.
Национальный состав
Согласно результатам переписи 2002 года, в национальной структуре населения русские составляли 85 % из 330 чел.